# باقرآباد (قم)
باقر آباد، روستایی از توابع بخش مرکزی شهرستان قم در استان قم ایران است.

## جمعیت
این روستا در دهستان قمرود قرار دارد و براساس سرشماری مرکز آمار ایران در سال ۱۳۸۵، جمعیت آن ۲۲ نفر (۵خانوار) بوده‌است.